# Patrick Jazbec
Patrick Jazbec, slovenski alpski smučar, * 7. maj 1989. 
Jazbec je bil član kluba SK Branik Maribor. Nastopil je na svetovnih mladinskih prvenstvih v letih 2007, 2008 in 2009, ko je dosegel svojo najboljšo uvrstitev s sedmim mestom v slalomu. Na svetovnih prvenstvih je nastopil edinkrat leta 2013 v Schladmingu, kjer je zasedel 24. mestom v slalomu. V svetovnem pokalu je tekmoval štiri sezone med letoma 2010 in 2013. Debitiral je 30. januarja 2010 na slalomu za Pokal Vitranc v Kranjski Gori. Skupno je enajstkrat nastopil v svetovnem pokalu, šestkrat v slalomu in petkrat v veleslalomu, nikoli se mu ni uspelo uvrstiti med dobitnike točk.